# Карини дневници
Карини дневници (енгл. The Carrie Diaries) америчка је телевизијска серија коју је створила Ејми Б. Харис за The CW. Преднаставак је серије Секс и град (1998—2004).
Серија је добила помешане рецензије критичара. Међутим, због слабе гледаности, The CW је у мају 2014. отказао серију након две сезоне.

## Радња
Серија говори о животу и љубави Кари Бредшо када је била шеснаестогодишња тинејџерка, ученица средње школе и жели да постане познати писац. Њена мајка је умрла од рака па води рачуна о млађој сестри. Као и њен одлазак у Менхетну.

## Улоге
| Глумац              | Улога          |
| ------------------- | -------------- |
| Анасофија Роб       | Кари Бредшо    |
| Остин Батлер        | Себастијан Кид |
| Елен Вонг           | Џил Чен        |
| Кејти Финдли        | Меги Ландерс   |
| Стефанија Лави Овен | Дорит Бредшо   |
| Брендан Дулинг      | Волтер Ренолдс |
| Клои Бриџиз         | Дона Ладона    |
| Фрима Еџимен        | Лариса Лохлин  |
| Мет Лечер           | Том Бредшо     |
| Линдси Горт         | Саманта Џоунс  |

## Епизоде
| Сезона | Сезона | Епизоде | Епизоде | Оригинално емитовање | Оригинално емитовање |
| Сезона | Сезона | Епизоде | Епизоде | Премијера            | Финале               |
| ------ | ------ | ------- | ------- | -------------------- | -------------------- |
|        | 1.     | 13      | 13      | 14. јануар 2013.     | 8. април 2013.       |
|        | 2.     | 13      | 13      | 25. октобар 2013.    | 31. јануар 2014.     |